# Liste des chapelles de la Haute-Saône
La liste des chapelles de la Haute-Saône présente les chapelles situées sur le territoire des communes du département français de la Haute-Saône. Il est fait état des diverses protections dont elles peuvent bénéficier et, notamment, les inscriptions et classements au titre des monuments historiques.
Toutes sont situées dans le diocèse de Besançon.

## Liste
| Chapelle                                                  | Commune                            | Coordonnées                      | Notice         | Protection     | Date           | Illustration                                              |
| --------------------------------------------------------- | ---------------------------------- | -------------------------------- | -------------- | -------------- | -------------- | --------------------------------------------------------- |
| Chapelle Barrault, dite chapelle de la Vierge-de-la-Croix | Aillevillers-et-Lyaumont           | 47° 56′ 40″ nord, 6° 21′ 40″ est |                |                |                | Chapelle Barrault, dite chapelle de la Vierge-de-la-Croix |
| Chapelle de la Dame-Blanche                               | Amance                             | 47° 45′ 48″ nord, 6° 02′ 10″ est |                |                |                | Chapelle de la Dame-Blanche                               |
| Chapelle Notre-Dame-de-la-Garde                           | Ambiévillers                       | 47° 58′ 28″ nord, 6° 08′ 49″ est |                |                |                | Chapelle Notre-Dame-de-la-Garde                           |
| Chapelle castrale                                         | Ambiévillers                       | 47° 57′ 50″ nord, 6° 09′ 06″ est |                |                |                | Image manquante Téléverser                                |
| Chapelle d'Effreney                                       | Amont-et-Effreney                  | 47° 53′ 17″ nord, 6° 33′ 40″ est |                |                |                | Image manquante Téléverser                                |
| Chapelle Saint-Claude                                     | Amont-et-Effreney                  | 47° 50′ 42″ nord, 6° 33′ 32″ est |                |                |                | Image manquante Téléverser                                |
| chapelle de Chazel                                        | Anchenoncourt-et-Chazel            | 47° 50′ 59″ nord, 6° 05′ 33″ est |                |                |                | Image manquante Téléverser                                |
| Chapelle de la Vierge-à-l'Enfant                          | Andelarrot                         | 47° 34′ 54″ nord, 6° 06′ 12″ est |                |                |                | Chapelle de la Vierge-à-l'Enfant                          |
| Chapelle Saint-Thiébaud                                   | Baulay                             | 47° 47′ 09″ nord, 6° 00′ 55″ est |                |                |                | Chapelle Saint-Thiébaud                                   |
| Chapelle Saint-Brice                                      | Betaucourt                         | 47° 52′ 15″ nord, 5° 54′ 56″ est |                |                |                | Image manquante Téléverser                                |
| Chapelle Sainte-Barbe                                     | Borey                              | 47° 35′ 53″ nord, 6° 20′ 56″ est |                |                |                | Chapelle Sainte-Barbe                                     |
| Chapelle de Bouligney                                     | Bouligney                          | 47° 53′ 37″ nord, 6° 14′ 25″ est |                |                |                | Chapelle de Bouligney                                     |
| Chapelle Saint-Laurent de l'Ermitage                      | Breurey-lès-Faverney               | 47° 44′ 29″ nord, 6° 09′ 05″ est |                |                |                | Image manquante Téléverser                                |
| Chapelle Saint-Pierre                                     | Broye-Aubigney-Montseugny          | 47° 20′ 00″ nord, 5° 29′ 45″ est | « IA00016404 » |                | 1986           | Image manquante Téléverser                                |
| Chapelle de Saint-Maurice                                 | Bucey-lès-Gy                       | 47° 23′ 48″ nord, 5° 51′ 51″ est |                |                |                | Chapelle de Saint-Maurice                                 |
| Chapelle Notre-Dame-du-Chêne-béni                         | Bucey-lès-Gy                       | 47° 25′ 15″ nord, 5° 50′ 12″ est | « IA00016138 » |                | 1986           | Chapelle Notre-Dame-du-Chêne-béni                         |
| Chapelle de la Côte                                       | Calmoutier                         | 47° 38′ 41″ nord, 6° 16′ 34″ est |                |                |                | Chapelle de la Côte                                       |
| Chapelle de Cendrecourt                                   | Cendrecourt                        | 47° 50′ 34″ nord, 5° 55′ 54″ est |                |                |                | Image manquante Téléverser                                |
| Chapelle Saint-Justin                                     | Chambornay-lès-Bellevaux           | 47° 23′ 22″ nord, 6° 06′ 07″ est | « PA70000062 » | Inscrit        | 2003           | Chapelle Saint-Justin                                     |
| Chapelle Sainte-Pauline                                   | Champagney                         | 47° 41′ 40″ nord, 6° 39′ 19″ est |                |                |                | Chapelle Sainte-Pauline                                   |
| Chapelle Saint-Roch du Prélot                             | Champlitte                         | 47° 35′ 51″ nord, 5° 29′ 30″ est |                |                |                | Image manquante Téléverser                                |
| Chapelle de Montvaudon                                    | Champlitte                         | 47° 40′ 10″ nord, 5° 25′ 04″ est |                |                |                | Image manquante Téléverser                                |
| Chapelle du cimetière de Charcenne                        | Charcenne                          | 47° 22′ 21″ nord, 5° 46′ 30″ est | « PA70000058 » | Inscrit        | 2002           | Chapelle du cimetière de Charcenne                        |
| Chapelle Notre-Dame de Leffond                            | Charcenne                          | 47° 21′ 50″ nord, 5° 46′ 44″ est | « PA70000057 » | Inscrit        | 2002           | Chapelle Notre-Dame de Leffond                            |
| Chapelle Saint-Jacques                                    | Charcenne                          | 47° 22′ 14″ nord, 5° 46′ 55″ est | « IA00015976 » |                | 1976           | Chapelle Saint-Jacques                                    |
| Chapelle de Chargey-lès-Port                              | Chargey-lès-Port                   | 47° 44′ 31″ nord, 6° 00′ 11″ est |                |                |                | Image manquante Téléverser                                |
| Chapelle Notre-Dame-de-la-Salette                         | Chariez                            | 47° 36′ 58″ nord, 6° 05′ 23″ est |                |                |                | Chapelle Notre-Dame-de-la-Salette                         |
| Chapelle de Chassey-lès-Scey                              | Chassey-lès-Scey                   | 47° 38′ 30″ nord, 5° 58′ 42″ est |                |                |                | Image manquante Téléverser                                |
| Chapelle Saint-Hubert                                     | Chauvirey-le-Châtel                | 47° 47′ 34″ nord, 5° 45′ 06″ est | « PA00102135 » | Classé         | 1928           | Chapelle Saint-Hubert                                     |
| Chapelle Dieu-de-Pitié                                    | Chenevrey-et-Morogne               | 47° 16′ 52″ nord, 5° 44′ 27″ est |                |                |                | Chapelle Dieu-de-Pitié                                    |
| Chapelle Saint-Bernard                                    | Clairegoutte                       | 47° 39′ 54″ nord, 6° 37′ 02″ est |                |                |                | Chapelle Saint-Bernard                                    |
| Chapelle d'Essernay                                       | Colombe-lès-Vesoul                 | 47° 36′ 27″ nord, 6° 13′ 27″ est |                |                |                | Image manquante Téléverser                                |
| chapelle de Confracourt                                   | Confracourt                        | 47° 40′ 07″ nord, 5° 52′ 45″ est |                |                |                | Image manquante Téléverser                                |
| chapelle Notre-Dame-d'Espérance                           | Corbenay                           | 47° 53′ 17″ nord, 6° 18′ 56″ est |                |                |                | chapelle Notre-Dame-d'Espérance                           |
| Chapelle de Cordonnet                                     | Cordonnet                          | 47° 25′ 02″ nord, 5° 58′ 13″ est |                |                |                | Chapelle de Cordonnet                                     |
| Chapelle du Grand Marmont                                 | Cornot                             | 47° 41′ 40″ nord, 5° 50′ 07″ est |                |                |                | Image manquante Téléverser                                |
| Chapelle de Crevans                                       | Crevans-et-la-Chapelle-lès-Granges | 47° 33′ 09″ nord, 6° 34′ 51″ est |                |                |                | Chapelle de Crevans                                       |
| Chapelle Saint-Eloi de Varigney                           | Dampierre-lès-Conflans             | 47° 50′ 02″ nord, 6° 12′ 39″ est | « PA00132861 » | Inscrit        | 1994           | Chapelle Saint-Eloi de Varigney                           |
| Chapelle Pax-Labor des Marmets                            | Dampierre-sur-Linotte              | 47° 32′ 30″ nord, 6° 15′ 25″ est |                |                |                | Image manquante Téléverser                                |
| Chapelle de l'Assomption de Trévey                        | Dampierre-sur-Linotte              | 47° 31′ 02″ nord, 6° 15′ 11″ est |                |                |                | Image manquante Téléverser                                |
| Chapelle Notre-Dame de Solborde                           | Échenoz-la-Méline                  | 47° 35′ 19″ nord, 6° 07′ 49″ est |                |                |                | Image manquante Téléverser                                |
| Chapelle d'Errevet                                        | Errevet                            | 47° 40′ 59″ nord, 6° 46′ 26″ est |                |                |                | Chapelle d'Errevet                                        |
| Chapelle Sainte-Ursule                                    | Esboz-Brest                        | 47° 48′ 34″ nord, 6° 26′ 53″ est |                |                |                | Chapelle Sainte-Ursule                                    |
| Chapelle Sainte-Anne                                      | Étuz                               | 47° 20′ 55″ nord, 5° 56′ 34″ est | « IA00016029 » |                | 1979           | Chapelle Sainte-Anne                                      |
| Chapelle Dieu-de-Pitié                                    | Faucogney-et-la-Mer                | 47° 50′ 11″ nord, 6° 33′ 15″ est |                |                |                | Chapelle Dieu-de-Pitié                                    |
| Chapelle Saint-Martin                                     | Faucogney-et-la-Mer                | 46° 51′ 28″ nord, 6° 12′ 36″ est | « PA00102155 » | Inscrit        | 1944           | Chapelle Saint-Martin                                     |
| Chapelle de Ferrières-lès-Scey                            | Ferrières-lès-Scey                 | 47° 39′ 21″ nord, 6° 00′ 15″ est |                |                |                | Chapelle de Ferrières-lès-Scey                            |
| Chapelle de la Tolérance                                  | Fleurey-lès-Saint-Loup             | 47° 54′ 59″ nord, 6° 17′ 36″ est |                |                |                | Chapelle de la Tolérance                                  |
| Chapelle Sainte-Pancras                                   | Fontaine-lès-Luxeuil               | 47° 51′ 35″ nord, 6° 20′ 20″ est |                |                |                | Chapelle Sainte-Pancras                                   |
| Chapelle Aubry du Pré-Rupt                                | Fougerolles-Saint-Valbert          | 47° 53′ 58″ nord, 6° 23′ 27″ est |                |                |                | Image manquante Téléverser                                |
| Chapelle Notre-Dame de Beaumont                           | Fougerolles-Saint-Valbert          | 47° 55′ 14″ nord, 6° 26′ 01″ est |                |                |                | Image manquante Téléverser                                |
| Chapelle Notre-Dame-de-Lourdes des Chavannes              | Fougerolles-Saint-Valbert          | 47° 53′ 15″ nord, 6° 22′ 27″ est |                |                |                | Image manquante Téléverser                                |
| Chapelle de l'ermitage de Saint-Valbert                   | Fougerolles-Saint-Valbert          | 47° 51′ 33″ nord, 6° 24′ 07″ est |                |                |                | Chapelle de l'ermitage de Saint-Valbert                   |
| Chapelle de la Communaille                                | Fougerolles-Saint-Valbert          | 47° 52′ 24″ nord, 6° 22′ 17″ est |                |                |                | Image manquante Téléverser                                |
| Chapelle de la Vierge-Marie de Fougerolles-le-Château     | Fougerolles-Saint-Valbert          | 47° 54′ 19″ nord, 6° 27′ 00″ est |                |                |                | Chapelle de la Vierge-Marie de Fougerolles-le-Château     |
| Chapelle dite de l'Ermite                                 | Fougerolles-Saint-Valbert          | 47° 53′ 50″ nord, 6° 27′ 43″ est |                |                |                | Image manquante Téléverser                                |
| Chapelle Notre-Dame-de-Toutes-Grâces                      | Francalmont                        | 47° 50′ 07″ nord, 6° 16′ 10″ est |                |                |                | Chapelle Notre-Dame-de-Toutes-Grâces                      |
| Chapelle du belvédère-grotte                              | Frasne-le-Château                  | 47° 27′ 53″ nord, 5° 54′ 08″ est |                |                |                | Chapelle du belvédère-grotte                              |
| Chapelle de l'abbaye du Mont de Vannes                    | Fresse                             | 47° 45′ 12″ nord, 6° 37′ 40″ est |                |                |                | Image manquante Téléverser                                |
| Chapelle de la Vierge-Marie                               | Froideconche                       | 47° 49′ 05″ nord, 6° 25′ 16″ est |                |                |                | Chapelle de la Vierge-Marie                               |
| Chapelle Sainte-Anne                                      | Gourgeon                           | 47° 43′ 17″ nord, 5° 50′ 32″ est |                |                |                | Image manquante Téléverser                                |
| Chapelle du Collège des Jésuites                          | Gray                               | 47° 26′ 46″ nord, 5° 35′ 22″ est |                | Inscrit        | 1984           | Chapelle du Collège des Jésuites                          |
| Chapelle des Carmélites                                   | Gray                               | 47° 26′ 41″ nord, 5° 35′ 34″ est | « PA00102179 » | Inscrit        | 1970           | Chapelle des Carmélites                                   |
| Chapelle Notre-Dame-du-Calvaire                           | Gy                                 | 47° 23′ 48″ nord, 5° 49′ 10″ est | « IA00016237 » |                | 1986           | Chapelle Notre-Dame-du-Calvaire                           |
| Chapelle Saint-Valbert de la Tuilerie                     | Héricourt                          | 47° 34′ 40″ nord, 6° 44′ 40″ est |                |                |                | Chapelle Saint-Valbert de la Tuilerie                     |
| Chapelle Saint-Martin de la Soulienne                     | Jussey                             | 47° 48′ 19″ nord, 5° 51′ 39″ est |                |                |                | Image manquante Téléverser                                |
| Chapelle de la Sainte-Famille des Capucins                | Jussey                             | 47° 49′ 25″ nord, 5° 54′ 02″ est |                |                |                | Image manquante Téléverser                                |
| Chapelle Sainte-Anne                                      | La Barre                           | 47° 24′ 14″ nord, 6° 10′ 39″ est |                |                |                | Chapelle Sainte-Anne                                      |
| Chapelle de la Sainte-Vierge                              | La Chapelle-lès-Luxeuil            | 47° 46′ 40″ nord, 6° 22′ 12″ est |                |                |                | Chapelle de la Sainte-Vierge                              |
| Chapelle Sainte-Madeleine                                 | La Chapelle-Saint-Quillain         | 47° 30′ 13″ nord, 5° 47′ 28″ est | « IA00016168 » |                | 1986           | Chapelle Sainte-Madeleine                                 |
| Chapelle de la Sainte-Trinité                             | La Grande-Résie                    | 47° 20′ 12″ nord, 5° 34′ 20″ est | « IA00016471 » |                | 1986           | Chapelle de la Sainte-Trinité                             |
| Chapelle Notre-Dame dite chapelle de Beauregard           | La Montagne                        | 47° 55′ 31″ nord, 6° 35′ 10″ est |                |                |                | Chapelle Notre-Dame dite chapelle de Beauregard           |
| Chapelle de La Neuvelle-lès-Scey                          | La Neuvelle-lès-Scey               | 47° 41′ 40″ nord, 5° 55′ 59″ est |                |                |                | Image manquante Téléverser                                |
| Chapelle de La Roche-Morey                                | La Roche-Morey                     | 47° 42′ 48″ nord, 5° 44′ 15″ est |                |                |                | Image manquante Téléverser                                |
| Chapelle Saint-Pierre                                     | La Rochelle                        | 47° 44′ 47″ nord, 5° 43′ 50″ est |                |                |                | Chapelle Saint-Pierre                                     |
| Chapelle Saint-Désiré                                     | La Vergenne                        | 47° 36′ 33″ nord, 6° 31′ 18″ est |                |                |                | Chapelle Saint-Désiré                                     |
| Chapelle Barrey                                           | La Villedieu-en-Fontenette         | 47° 46′ 01″ nord, 6° 12′ 18″ est |                |                |                | Image manquante Téléverser                                |
| Chapelle Notre-Dame-des-Douleurs                          | La Villedieu-en-Fontenette         | 47° 46′ 38″ nord, 6° 12′ 07″ est |                |                |                | Image manquante Téléverser                                |
| Chapelle Saint-Colomban d'Annegray                        | La Voivre                          | 47° 49′ 18″ nord, 6° 33′ 24″ est |                |                |                | Chapelle Saint-Colomban d'Annegray                        |
| Chapelle Notre-Dame-du-Sacré-Cœur du Chaumont             | Le Val-Saint-Éloi                  | 47° 44′ 58″ nord, 6° 10′ 02″ est |                |                |                | Image manquante Téléverser                                |
| Chapelle Sainte-Ursule                                    | Le Val-Saint-Éloi                  | 47° 44′ 13″ nord, 6° 10′ 46″ est |                |                |                | Image manquante Téléverser                                |
| Chapelle du Grand Magny                                   | Les Magny                          | 47° 31′ 35″ nord, 6° 27′ 09″ est |                |                |                | Chapelle du Grand Magny                                   |
| Chapelle de Persévérance                                  | Lure                               | 47° 41′ 09″ nord, 6° 29′ 46″ est |                |                |                | Chapelle de Persévérance                                  |
| Chapelle Notre-Dame-des-Ailes                             | Luxeuil-les-Bains                  | 47° 48′ 48″ nord, 6° 21′ 39″ est |                |                |                | Chapelle Notre-Dame-des-Ailes                             |
| Chapelle du Messier                                       | Luxeuil-les-Bains                  | 47° 49′ 08″ nord, 6° 21′ 42″ est |                |                |                | Chapelle du Messier                                       |
| Chapelle des Cornottes de la Combe                        | Magny-Jobert                       | 47° 39′ 02″ nord, 6° 36′ 10″ est |                |                |                | Chapelle des Cornottes de la Combe                        |
| Chapelle Saint-Léger de Bois des Landres                  | Mailleroncourt-Charette            | 47° 44′ 17″ nord, 6° 16′ 07″ est |                |                |                | Chapelle Saint-Léger de Bois des Landres                  |
| Chapelle du cimetière                                     | Meurcourt                          | 47° 46′ 21″ nord, 6° 14′ 08″ est |                |                |                | Chapelle du cimetière                                     |
| Chapelle castrale                                         | Mollans                            | 47° 39′ 13″ nord, 6° 21′ 48″ est |                |                |                | Chapelle castrale                                         |
| Chapelle Saint-Antoine                                    | Mont-le-Vernois                    | 47° 36′ 11″ nord, 6° 04′ 22″ est |                |                |                | Image manquante Téléverser                                |
| Chapelle Saint-Antoine                                    | Montcey                            | 47° 39′ 03″ nord, 6° 14′ 33″ est |                |                |                | Chapelle Saint-Antoine                                    |
| Chapelle de l'abbaye de Besuche                           | Motey-Besuche                      | 47° 17′ 53″ nord, 5° 40′ 25″ est | « IA00016537 » |                | 1986           | Chapelle de l'abbaye de Besuche                           |
| Chapelle du château                                       | Neurey-lès-la-Demie                | 47° 34′ 35″ nord, 6° 11′ 39″ est |                |                |                | Chapelle du château                                       |
| Chapelle d'Oiselay-et-Grachaux                            | Oiselay-et-Grachaux                | 47° 25′ 24″ nord, 5° 55′ 29″ est |                |                |                | Chapelle d'Oiselay-et-Grachaux                            |
| Chapelle d'Ovanches                                       | Ovanches                           | 47° 37′ 32″ nord, 5° 57′ 20″ est |                |                |                | Image manquante Téléverser                                |
| Chapelle Saint-Antoine                                    | Passavant-la-Rochère               | 47° 58′ 08″ nord, 6° 02′ 25″ est |                |                |                | Image manquante Téléverser                                |
| Chapelle Notre-Dame-de-l'Assomption de Villers-le-temple  | Perrouse                           | 47° 22′ 22″ nord, 6° 02′ 14″ est |                |                |                | Chapelle Notre-Dame-de-l'Assomption de Villers-le-temple  |
| Chapelle Notre-Dame-des-Champs                            | Pin                                | 47° 19′ 19″ nord, 5° 52′ 28″ est |                |                |                | Chapelle Notre-Dame-des-Champs                            |
| Chapelle Saint-Antoine                                    | Plancher-les-Mines                 | 47° 46′ 38″ nord, 6° 45′ 45″ est |                |                |                | Chapelle Saint-Antoine                                    |
| Chapelle du Manoir                                        | Pont-sur-l'Ognon                   | 47° 31′ 26″ nord, 6° 22′ 51″ est |                |                |                | Chapelle du Manoir                                        |
| Chapelle Saint-Valère                                     | Port-sur-Saône                     | 47° 41′ 29″ nord, 6° 02′ 12″ est |                |                |                | Chapelle Saint-Valère                                     |
| Chapelle de la Vierge-à-l'Enfant                          | Purgerot                           | 47° 44′ 58″ nord, 5° 59′ 33″ est |                |                |                | Chapelle de la Vierge-à-l'Enfant                          |
| Chapelle castrale d'Épenoux                               | Pusy-et-Épenoux                    | 47° 40′ 08″ nord, 6° 09′ 51″ est |                |                |                | Chapelle castrale d'Épenoux                               |
| Chapelle Sainte-Anne                                      | Ray-sur-Saône                      | 47° 35′ 09″ nord, 5° 49′ 21″ est |                |                |                | Chapelle Sainte-Anne                                      |
| Chapelle de Raze                                          | Raze                               | 47° 35′ 08″ nord, 6° 00′ 56″ est |                |                |                | Chapelle de Raze                                          |
| Chapelle Saint-Laurent                                    | Recologne                          | 47° 34′ 54″ nord, 5° 46′ 37″ est |                |                |                | Image manquante Téléverser                                |
| Chapelle Saint-Roch                                       | Rioz                               | 47° 26′ 04″ nord, 6° 04′ 22″ est |                |                |                | Chapelle Saint-Roch                                       |
| Chapelle Notre-Dame-des-Malades                           | Roche-et-Raucourt                  | 47° 36′ 26″ nord, 5° 42′ 48″ est |                |                |                | Image manquante Téléverser                                |
| Chapelle Saint-Claude de Raucourt                         | Roche-et-Raucourt                  | 47° 38′ 15″ nord, 5° 43′ 09″ est |                |                |                | Image manquante Téléverser                                |
| Chapelle Saint-Roch                                       | Roche-et-Raucourt                  | 47° 38′ 25″ nord, 5° 43′ 12″ est |                |                |                | Image manquante Téléverser                                |
| Chapelle Notre-Dame du Haut                               | Ronchamp                           | 47° 42′ 16″ nord, 6° 37′ 14″ est | « PA00102263 » | Inscrit Classé | 1965 1967-2004 | Chapelle Notre-Dame du Haut                               |
| Chapelle Saint-Brice                                      | Saint-Bresson                      | 47° 52′ 13″ nord, 6° 30′ 21″ est |                |                |                | Chapelle Saint-Brice                                      |
| Chapelle de la Vierge des Granges-du-Bois                 | Saint-Bresson                      | 47° 52′ 23″ nord, 6° 28′ 52″ est |                |                |                | Image manquante Téléverser                                |
| Chapelle des Jeannery                                     | Saint-Bresson                      | 47° 52′ 56″ nord, 6° 31′ 54″ est |                |                |                | Image manquante Téléverser                                |
| Chapelle Saint-Colomban                                   | Sainte-Marie-en-Chanois            | 47° 50′ 22″ nord, 6° 31′ 54″ est |                |                |                | Chapelle Saint-Colomban                                   |
| Chapelle Saint-Roch                                       | Sainte-Marie-en-Chanois            | 47° 49′ 55″ nord, 6° 30′ 07″ est |                |                |                | Chapelle Saint-Roch                                       |
| Chapelle Notre-Dame-de-Lourdes                            | Selles                             | 47° 57′ 37″ nord, 6° 05′ 10″ est |                |                |                | Chapelle Notre-Dame-de-Lourdes                            |
| Chapelle Saint-Valère                                     | Semmadon                           | 47° 44′ 11″ nord, 5° 52′ 19″ est |                |                |                | Chapelle Saint-Valère                                     |
| Chapelle de la Vierge de Mignafans                        | Senargent-Mignafans                | 47° 33′ 16″ nord, 6° 32′ 51″ est |                |                |                | Chapelle de la Vierge de Mignafans                        |
| Chapelle Saint-Blaise de Miellin                          | Servance-Miellin                   | 47° 48′ 15″ nord, 6° 45′ 16″ est |                |                |                | Chapelle Saint-Blaise de Miellin                          |
| Chapelle de la Vierge                                     | Sornay                             | 47° 16′ 49″ nord, 5° 41′ 28″ est |                |                |                | Chapelle de la Vierge                                     |
| Chapelle Saint-Hilaire                                    | Ternuay-Melay-et-Saint-Hilaire     | 47° 48′ 16″ nord, 6° 37′ 58″ est |                |                |                | Image manquante Téléverser                                |
| Chapelle et ermitage Sainte-Anne                          | Vallerois-Lorioz                   | 47° 32′ 30″ nord, 6° 09′ 16″ est |                |                |                | Chapelle et ermitage Sainte-Anne                          |
| Chapelle de Velleclaire                                   | Velleclaire                        | 47° 25′ 49″ nord, 5° 51′ 31″ est | « IA00016335 » |                | 1986           | Chapelle de Velleclaire                                   |
| Chapelle castrale                                         | Vellefrey-et-Vellefrange           | 47° 25′ 51″ nord, 5° 49′ 52″ est |                |                |                | Chapelle castrale                                         |
| Chapelle Sainte-Reine-de-Queutrey                         | Vellexon-Queutrey-et-Vaudey        | 47° 34′ 18″ nord, 5° 49′ 11″ est | « PA00102286 » | Inscrit        | 1983           | Chapelle Sainte-Reine-de-Queutrey                         |
| Chapelle de l'ancien orphelinat                           | Vesoul                             | 47° 37′ 36″ nord, 6° 09′ 46″ est |                |                |                | Image manquante Téléverser                                |
| Chapelle du Collège de Marteroy                           | Vesoul                             | 47° 37′ 32″ nord, 6° 09′ 34″ est | « PA70000011 » | Inscrit        | 1996           | Chapelle du Collège de Marteroy                           |
| Chapelle Notre-Dame-de-la-Motte                           | Vesoul                             | 47° 37′ 45″ nord, 6° 09′ 08″ est |                |                |                | Chapelle Notre-Dame-de-la-Motte                           |
| Chapelle funéraire Drouhin Dechanet                       | Villars-le-Pautel                  | 47° 53′ 35″ nord, 5° 56′ 06″ est |                |                |                | Chapelle funéraire Drouhin Dechanet                       |
| Chapelle de Villars-le-Pautel                             | Villars-le-Pautel                  | 47° 53′ 52″ nord, 5° 55′ 05″ est |                |                |                | Image manquante Téléverser                                |
| Chapelle du cimetière                                     | Villefrancon                       | 47° 24′ 22″ nord, 5° 44′ 27″ est |                |                |                | Chapelle du cimetière                                     |
| Chapelle Saint-Joseph                                     | Villefrancon                       | 47° 24′ 10″ nord, 5° 44′ 41″ est | « IA00016359 » |                | 1986           | Chapelle Saint-Joseph                                     |
| Chapelle Notre-Dame-de-Compassion de l'Ermitage           | Villersexel                        | 47° 33′ 33″ nord, 6° 26′ 46″ est |                |                |                | Chapelle Notre-Dame-de-Compassion de l'Ermitage           |
| Chapelle de l'hôpital de Grammont                         | Villersexel                        | 47° 33′ 11″ nord, 6° 26′ 12″ est | « PA70000032 » | Inscrit        | 1998           | Chapelle de l'hôpital de Grammont                         |
| Chapelle Saint-Igny                                       | Villers-le-Sec                     | 47° 35′ 02″ nord, 6° 15′ 20″ est | « PA00102295 » | Inscrit        | 1979           | Chapelle Saint-Igny                                       |
| Chapelle castrale du château de Vallerois                 | Villers-sur-Port                   | 47° 42′ 00″ nord, 6° 04′ 39″ est |                |                |                | Image manquante Téléverser                                |
| Chapelle Notre-Dame-de-la-Pitié                           | Voray-sur-l'Ognon                  | 47° 20′ 40″ nord, 6° 01′ 32″ est |                |                |                | Chapelle Notre-Dame-de-la-Pitié                           |